# 밤티재로
밤티재로(Bamtijae-ro)는 경상남도 거창군 신원면 양지삼거리에서 거창읍 국농소삼거리를 잇는 도로이다. 

## 주요 경유지
경상남도
- 거창군 (신원면 . 남상면 . 거창읍)

## 노선
전 구간 지방도 제1089호선에 속하므로 이 노선에 대한 별도 표기는 생략한다.
| 이름         | 접속 노선                | 소재지 | 소재지 | 비고 |
| ------------ | ------------------------ | ------ | ------ | ---- |
| 양지삼거리   | 국도 제59호선 (신차로)   | 거창군 | 신원면 |      |
| 전척교       |                          | 거창군 | 남상면 |      |
| 전척삼거리   |                          | 거창군 | 남상면 |      |
| 대산삼거리   | 중앙농로길               | 거창군 | 남상면 |      |
| 대산교       |                          | 거창군 | 남상면 |      |
| 대현삼거리   |                          | 거창군 | 남상면 |      |
| 산단삼거리   | 일반산업길               | 거창군 | 남상면 |      |
| 국농소삼거리 | 국도 제24호선 (거함대로) | 거창군 | 거창읍 |      |